# Svinga
Svinga är is i vågor. Om ett isområde gränsar till öppet vatten och det går vågor i vattnet kommer dessa att fortsätta in i isområdet. Om isen inte är för tjock kommer den att börja gå i vågor.
Svingan gör ofta att isen bryts upp i flak, så kallade svingflak. En spricka som bildas i isen som beror på svinga kallas för svingspricka.